# 第51親衛諸兵科連合軍 (ロシア陸軍)
第51親衛諸兵科連合軍は、ロシア陸軍の軍。南部軍管区隷下。
2024年に第1ドネツク軍団は第51諸兵科連合軍に改編された 。 第51諸兵科連合軍は2024年9月18日に親衛称号を付与された。

## 概要

### 第二次世界大戦
1941年8月14日、第二次世界大戦の影響に伴い、赤軍の第51軍としてクリミア自治ソビエト社会主義共和国（現クリミア共和国）で創設された。
1941年9月から、独ソ戦に投入され、クリミア自治ソビエト社会主義共和国、ウクライナ・ソビエト社会主義共和国、ロシア・ソビエト連邦社会主義共和国、ドイツを転戦して枢軸国に勝利し、戦後に解隊された。

### 冷戦
1977年、ソ連地上軍の第2軍団を基幹に、ロシア・ソビエト連邦社会主義共和国サハリン州で再編された。
1992年12月26日、ソビエト連邦の崩壊とロシアの独立に伴い、創設されたロシア陸軍に編入した。
1997年、部隊縮小に伴い、第68軍団に改編された。

### ドンバス戦争
2014年11月14日、ドンバスの親ロシア派分離主義勢力のドネツク民兵を基幹に、占領下のウクライナ・ドネツィク州ドネツィク（自称ドネツク人民共和国）で第1ドネツク軍団（だい1ドネツクぐんだん、ロシア語: 1-й Донецкий армейский корпус）が創設された。当時からロシア陸軍の指揮下にあるとみられていた。
2022年2月23日、兵員未充足の部隊が多かったため、ルガンスク人民共和国と共に国家総動員を発令した。

### ロシアのウクライナ侵攻
2014年11月から、ドンバス戦争でウクライナ軍と交戦中だったため、ロシアのウクライナ侵攻はそのまま開戦した。ロシア軍の援護を受け、ドネツク人民共和国からウクライナ東部攻勢を開始した。

#### 東部・マリウポリ戦線
2022年2月24日から、ロシア軍の第150自動車化狙撃師団と合同で東部ドネツィク州ヴォルノヴァーハ地区で攻勢を開始し、スパルタ大隊のウラジーミル・ゾガ大隊長が戦死したが、3月中旬にヴォルノヴァーハを占領した。
2022年3月中旬、東部ドネツィク州マリウポリで攻勢を開始し、クリミア共和国から進軍してきた友軍と合流してマリウポリを包囲し、5月中旬にマリウポリを占領した。

#### 東部・アウディーイウカ戦線
2022年2月24日から、東部ドネツィク州ポクロウシク地区で攻勢を開始したが、ウクライナ軍陣地が要塞化されており、侵攻翌日には第1独立自動車化狙撃旅団隷下の1個大隊が全滅した。動員兵を突撃させていた模様で、生存者は突撃部隊への参加を拒否すれば銃で撃つと脅されたと主張した。2023年6月、援軍の第3軍団が到着した。10月、増援の第2親衛諸兵科連合軍、第8親衛諸兵科連合軍、第41諸兵科連合軍が到着し、兵力4万で攻勢を開始した。

#### 東部・セベロドネツク戦線
2022年5月中旬から、第2軍団の援軍で東部ルハーンシク州セヴェロドネツィク地区で攻勢を開始し、ロマン・クトゥーゾフ軍団長が戦死したが、7月上旬にリシチャンシクを占領し、ロシア軍はルハーンシク州全域を占領した。
2022年6月、イギリス国防省は、部隊が死傷者5割以上の損害と発表した。
2022年11月、ドネツク人民共和国の人権オンブズマンは、部隊が戦死者3,746人、戦傷者15,794人の損害と発表した。
2022年12月31日、ロシアのドネツク人民共和国併合に伴い、正式にロシア陸軍に編入し、南部軍管区隷下に配属された。

#### 東部・南ドネツク戦線
2022年10月下旬、東部ドネツィク州ヴォルノヴァーハ地区に配置され、第29諸兵科連合軍、第68軍団と合同で攻勢を開始し、パウリウカ（ヴフレダール・フロマーダ）を占領した。2023年3月には第5独立自動車化狙撃旅団が攻勢を開始したが、中隊長を含む戦死者304人、戦傷者22人の損害を出してヴフレダールで撃退された。団員は撤退が許されず、指揮官に前進しなければ銃で撃つと脅され、病院での治療費も自費のため、ウラジーミル・プーチン大統領に待遇改善を嘆願した。

#### 東部・バフムート戦線
2023年5月下旬、第132独立親衛自動車化狙撃旅団が東部ドネツィク州バフムートに配備された。

## 編制
- 軍司令部（ドネツク）
- 第1独立親衛自動車化狙撃旅団
- 第5独立自動車化狙撃旅団
- 第9独立親衛自動車化狙撃旅団（旧マリウポリ-ヒンガン海軍歩兵連隊）
- 第110独立親衛自動車化狙撃旅団（旧第100独立自動車化狙撃旅団）
- 第114独立親衛自動車化狙撃旅団（旧第11独立自動車化狙撃連隊）
- 第132独立親衛自動車化狙撃旅団（旧第3独立自動車化狙撃旅団）
- 第14親衛砲兵旅団（ロシア語版、英語版）
- 第10独立親衛戦車大隊（ロシア語版、英語版）
- 第80独立親衛偵察大隊 (旧スパルタ大隊)
- 第60独立親衛自動車化狙撃大隊 (旧ソマリア大隊)
- 第56独立特殊任務大隊
- 第58独立特殊任務大隊
- 第23独立対空ミサイル大隊
- 第103独立自動車化狙撃連隊（予備役）
- 第105独立自動車化狙撃連隊（予備役）
- 第107独立自動車化狙撃連隊（予備役）
- 第109独立自動車化狙撃連隊（予備役）
- 第113独立自動車化狙撃連隊（予備役）
- 第123独立自動車化狙撃連隊（予備役）
- 第125独立自動車化狙撃連隊（予備役）
- 第127独立自動車化狙撃連隊（予備役）